# Admir Bristrić
Admir Bristrić, né le 28 avril 2003 à Tuzla en Bosnie-Herzégovine, est un footballeur bosnien qui évolue au poste d'avant-centre au Polissia Jytomyr, en prêt de l'Olimpija Ljubljana.

## Biographie

### En club
Né à Tuzla en Bosnie-Herzégovine, Admir Bristrić est formé par le club local du FK Sloboda Tuzla. Il rejoint ensuite la Croatie et le HNK Rijeka.
En janvier 2023, Admir Bristrić rejoint la Slovénie en s'engageant en faveur de l'Olimpija Ljubljana. Le transfert est annoncé le 15 décembre 2022 et il signe un contrat courant jusqu'en juin 2026.
Le 22 février 2023, Bristrić inscrit ses deux premiers buts pour l'Olimpija, lors d'une rencontre de championnat face au ND Gorica. Titulaire, il participe à la victoire de son équipe par quatre buts à trois,. Bristrić se fait de nouveau remarquer le 15 mars 2023, lors d'une rencontre de championnat face au NK Celje, en donnant la victoire à son équipe en marquant le seul but de la partie,.
Il contribue au sacre de son équipe lors de la saison 2022-2023, l'Olimpija Ljubljana étant sacré Champion de Slovénie.

### En sélection
Admir Bristrić représente l'équipe de Bosnie-Herzégovine des moins de 17 ans. Il joue un total de quatre matchs, tous en 2019, et marque un but.
Bristrić joue son premier match avec l'équipe de Bosnie-Herzégovine espoirs le 23 septembre 2022, lors d'un match amical contre la Suisse. Il est titularisé et son équipe s'incline (0-3 score final).

### Palmarès
Olimpija Ljubljana
- Championnat de Slovénie (1) :
  - Champion : 2022-23.